# Zonsverduistering van 10 oktober 1912

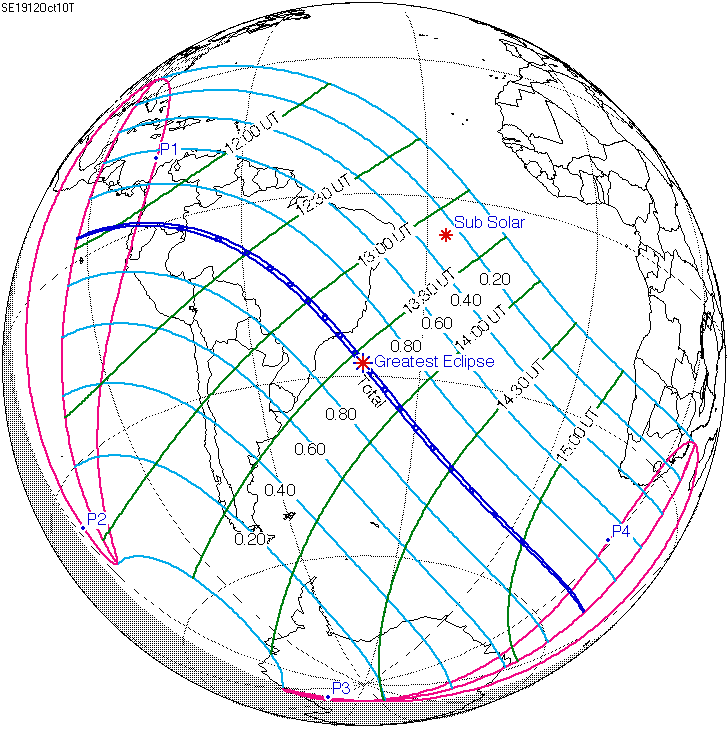
De zonsverduistering was te zien tussen de blauwe lijnen.

De totale zonsverduistering van 10 oktober 1912 trok veel over zee, maar was achtereenvolgens te zien in deze vier landen: Ecuador, Colombia, Peru en Brazilië.

## Lengte

### Maximum
Het punt met maximale totaliteit lag op zee ver van enig land op coördinatenpunt 28.0956° Zuid / 40.0735° West en duurde 1m54,9s.

### Limieten
| Fenomeen                    | Code | Tijdstip UTC  |
| --------------------------- | ---- | ------------- |
| Eerste contact bijschaduw   | P1   | 10:56:58.8 UT |
| Eerste contact kernschaduw  | U1   | 11:58:26.0 UT |
| Kernschaduw compleet vanaf  | U2   | 11:58:55.3 UT |
| Bijschaduw compleet vanaf   | P2   | 13:16:05.2 UT |
| Maximum eclips              | GE   | 13:35:57.1 UT |
| Bijschaduw compleet t/m     | P3   | 13:55:15.3 UT |
| Kernschaduw compleet t/m    | U3   | 15:12:47.1 UT |
| Laatste contact kernschaduw | U4   | 15:13:11.4 UT |
| Laatste contact bijschaduw  | P4   | 16:14:51.1 UT |